# Et hjerte af sten
Et hjerte af sten er en fransk film fra 1992.

## Handling
Filmen er et klassisk trekantsdrama mellem to venner. Den ene, Maxime (André Dussollier), der er dynamisk og udadvendt. Den anden Stephane (Daniel Auteuil), der er stille og indadvendt. Og den smukke kvinde Camille (Emmanuelle Béart).
Stephane er ansat som violinbygger hos Maxime, der har en eksklusiv violinforretning i Paris, da denne indleder et forhold til den unge violinist Camille.
Dramaet tager sin begyndelse, da Camille forelsker sig i Stephane, der imidlertid har svært ved, at håndtere intimiteten i et
forhold og derfor, på trods af sin interesse for Camille, afviser hende.

## Medvirkende
- Daniel Auteuil – Stéphane
- Emmanuelle Béart – Camille
- André Dussollier – Maxime
- Élisabeth Bourgine – Hélène
- Brigitte Catillon – Régine
- Myriam Boyer – Mme. Amet
- Stanislas Carré de Malberg – Brice
- Dominique De Williencourt – Christophe

## Priser
Filmen blev nomineret til syv césarpriser og vandt to:
- César for bedste instruktør – Claude Sautet
- César for bedste mandlige birolle – André Dussollier

## Eksterne Henvisninger
- Et hjerte af sten på Internet Movie Database (engelsk)
- Et hjerte af sten på Filmdatabasen
- Et hjerte af sten på Scope
- Et hjerte af sten i Svensk Filmdatabas (svensk)
- Et hjerte af sten på AlloCiné (fransk)
- Et hjerte af sten på MovieMeter (nederlandsk)
- Et hjerte af sten på AllMovie (engelsk)
- Et hjerte af sten på Turner Classic Movies (engelsk)
- Et hjerte af sten på The Movie Database (engelsk)
- Et hjerte af sten på Rotten Tomatoes (engelsk)